# 200-летие со дня рождения Н. В. Гоголя
200-летие со дня рождения Н. В. Гоголя — серия памятных монет Центрального банка Российской Федерации, посвящённых годовщине со дня рождения писателя.

Никола́й Васи́льевич Го́голь (фамилия при рождении Яно́вский, с 1821 года — Го́голь-Яно́вский; 20 марта [1 апреля] 1809 года, Сорочинцы, Полтавская губерния — 21 февраля [4 марта] 1852 года, Москва) — русский прозаик, драматург, поэт, критик, публицист, широко признанный одним из классиков русской литературы

## История выпуска
- 3 рублёвая монета 2009 г. из серебра 925 пробы. (аверс)
- 3 рублёвая монета 2009 г. из серебра 925 пробы. (реверс)
- 100 рублёвая монета 2009 г. из серебра 925 пробы. (аверс)
- 100 рублёвая монета 2009 г. из серебра 925 пробы. (реверс)

В данной серии четыре монеты. Все они относятся к памятным монетам из драгоценных металлов, в данном случае — из серебра и золота. Все монеты отчеканены в первом квартале 2009 года в честь двухсотлетия со дня рождения Н. В. Гоголя.
- Монета из серебра 925 пробы номиналом 3 рубля тиражом 5000 штук.[1]
- Монета из серебра 925 пробы номиналом 100 рублей тиражом 500 штук.[2]
- Монета из золота 999 пробы номиналом 50 рублей тиражом 1500 штук.[3]
- Монета из золота 999 пробы номиналом 200 рублей тиражом 500 штук.[4]

- 50 рублёвая монета 2009 г. из золота 999 пробы. (аверс)
- 50 рублёвая монета 2009 г. из золота 999 пробы. (реверс)
- 200 рублёвая монета 2009 г. из золота 999 пробы. (аверс)
- 200 рублёвая монета 2009 г. из золота 999 пробы. (реверс)